# Norwell (Massachusetts)
Norwell es un pueblo ubicado en el condado de Plymouth en el estado estadounidense de Massachusetts. En el Censo de 2010 tenía una población de 10.506 habitantes y una densidad poblacional de 190,97 personas por km².

## Geografía
Norwell se encuentra ubicado en las coordenadas 42°9′52″N 70°49′8″O / 42.16444, -70.81889. Según la Oficina del Censo de los Estados Unidos, Norwell tiene una superficie total de 55.01 km², de la cual 54.2 km² corresponden a tierra firme y (1.48%) 0.82 km² es agua.

## Demografía
Según el censo de 2010, había 10.506 personas residiendo en Norwell. La densidad de población era de 190,97 hab./km². De los 10.506 habitantes, Norwell estaba compuesto por el 96.27% blancos, el 0.61% eran afroamericanos, el 0.08% eran amerindios, el 1.72% eran asiáticos, el 0% eran isleños del Pacífico, el 0.3% eran de otras razas y el 1.02% pertenecían a dos o más razas. Del total de la población el 1.22% eran hispanos o latinos de cualquier raza.